# Sandro Overend Rigillo

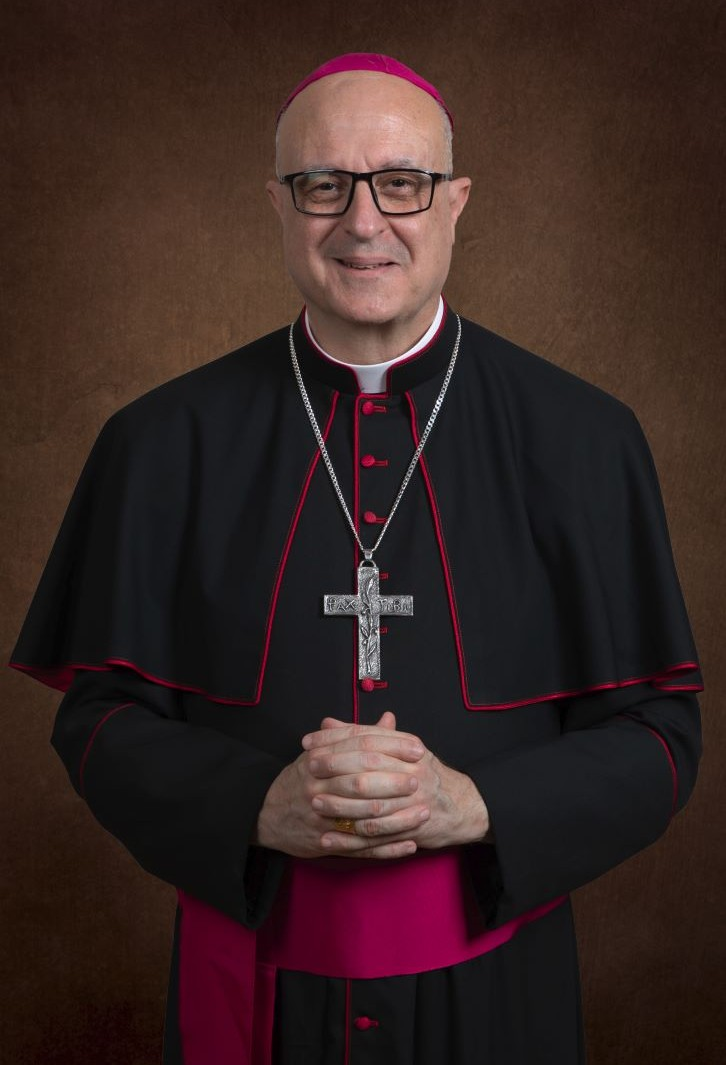
Sandro Overend Rigillo (2024)

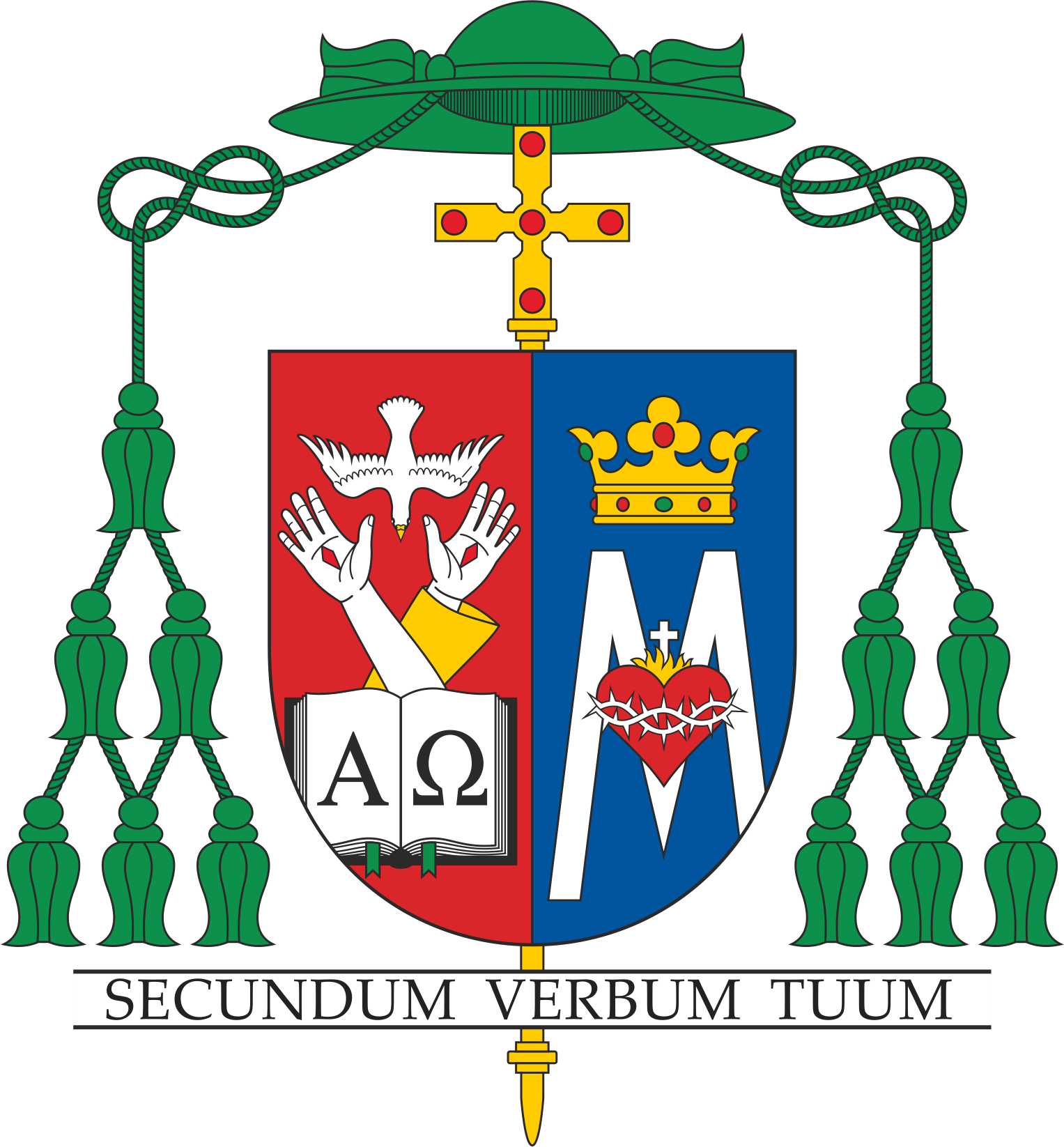
Bischofswappen

Sandro Overend Rigillo OFM (* 31. Januar 1959 in Sliema, Malta) ist ein maltesischer römisch-katholischer Ordensgeistlicher und Apostolischer Vikar von Benghazi.

## Leben
Sandro Overend Rigillo trat in der maltesischen Ordensprovinz der Franziskaner in das Noviziat ein und legte am 12. September 1982 die ewige Profess ab. Er studierte Philosophie und Theologie an der kirchlichen Hochschule auf Malta sowie an der theologischen Hochschule Antonianum in Bologna. Am 29. Juni 1984 empfing er das Sakrament der Priesterweihe.
Nach der Priesterweihe war er bis 1993 in Sliema in der Pfarrseelsorge tätig und zudem als Direktor für die geistliche Begleitung der staatlichen Schulen Maltas verantwortlich. Von 1993 bis 1996 studierte er in Rom am Päpstlichen Patristischen Institut Augustinianum, an dem er das Lizenziat in Theologie und Patristik erwarb. Von 1996 bis 2003 war er in Rom zunächst Vizerektor und dann Rektor des internationalen Kollegs der Franziskaner für die an der Päpstlichen Universität Antonianum studierenden Ordensangehörigen. Von 2003 bis 2006 war er Generalsekretär des Franziskanerordens und anschließend bis 2008 in Sliema in der Pfarrseelsorge sowie als Professor für Patristik an der Universität Malta tätig. Von 2008 bis 2014 war er Provinzialminister der maltesischen Franziskanerprovinz. Bis 2015 hielt er sich anschließend in Jerusalem auf und war Beichtvater am Heiligtum von Getsemani. Ab 2015 war er Visitator der litauischen Franziskanerprovinz und von 2015 bis 2018 Guardian der Generalkurie in Rom sowie Beauftragter des Generalministers für die Franziskanermission in Libyen. Ab dem 8. Dezember 2019 war er Apostolischer Administrator des Apostolischen Vikariats Benghazi sowie des Apostolischen Vikariats Derna.
Papst Franziskus ernannte ihn am 16. Juli 2023 zum Apostolischen Vikar von Benghazi. Die Bischofsweihe empfing er am 22. August desselben Jahres in der Kirche Madonna Tas-Sacro Cuor in seiner Geburtsstadt durch den Apostolischen Nuntius in Malta, Erzbischof Savio Hon Tai-Fai. Mitkonsekratoren waren der Erzbischof von Malta, Charles Scicluna und der Apostolische Vikar von Tripolis, George Bugeja.